# Gare de Sarrebourg
La gare de Sarrebourg est une gare ferroviaire française située sur le territoire de la commune de Sarrebourg, dans le département de la Moselle, en région Grand Est.
Inaugurée en 1923, elle remplace l'ancienne gare de Sarrebourg qui fut mise en service en 1851 par la Compagnie du chemin de fer de Paris à Strasbourg.
C'est une gare de la Société nationale des chemins de fer français (SNCF), du réseau TER Grand Est, desservie par des TGV et des trains express régionaux.

## Situation ferroviaire
Les gares de Sarrebourg et de Réding, distantes d'environ 3 kilomètres, forment un important nœud ferroviaire.

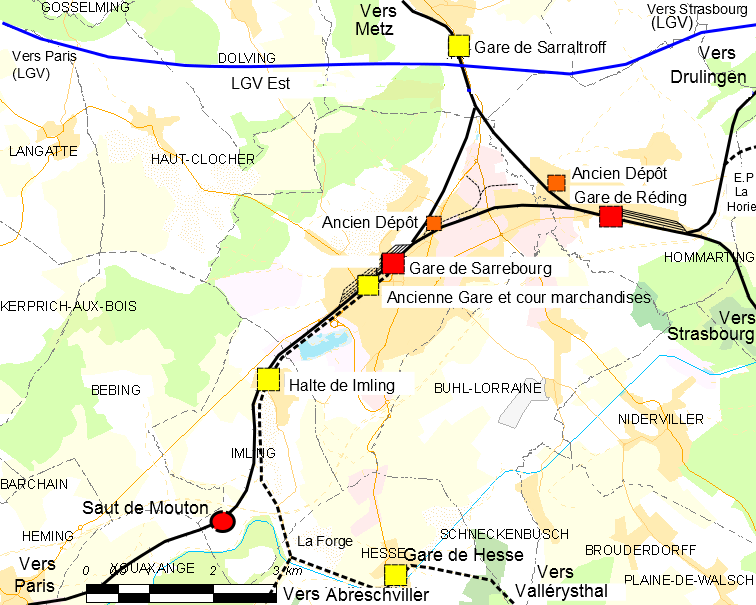
Plan des lignes du secteur ferroviaire de Sarrebourg – Réding.

Établie à 251 mètres d'altitude, la gare de Sarrebourg est située au point kilométrique (PK) 431,825 de la ligne de Noisy-le-Sec à Strasbourg-Ville (dite ligne de Paris-Est à Strasbourg-Ville), entre la gare de Héming et la gare de Réding. Elle était aussi l'origine de la ligne de Sarrebourg à Abreschviller (qui donnait également accès à la ligne de La Forge à Vallérysthal-Troisfontaines), désormais déclassée et déposée ; la gare suivante était la halte d'Imling. Le raccordement de Sarrebourg à Sarraltroff permet de rejoindre la ligne de Réding à Metz-Ville ; un changement de sens est nécessaire pour les trains en provenance de Strasbourg et en direction de Metz (ou inversement).
En Alsace-Moselle, les trains circulent à droite, héritage de l'annexion allemande, alors qu'ils circulent à gauche dans le reste de la France. Un saut-de-mouton, permettant de passer de gauche à droite et inversement, se trouve entre la gare de Héming et la gare de Sarrebourg, au point kilométrique (PK) 426,629 de la ligne de Noisy-le-Sec à Strasbourg-Ville.

## Histoire

### Ancienne gare

#### De 1846 à 1870
Les travaux de la ligne Paris - Strasbourg démarrent en 1846. Le 12 novembre de la même année, la ville de Sarrebourg ouvre une rue de 12 mètres de large (actuelle avenue de France) permettant de relier le centre-ville au site de la future gare. Le 18 juillet 1847, la ville vote un crédit de 60 000 francs sur huit ans pour acquérir prés, maisons et jardins à exproprier en vue de la construction de la gare. Finalement, c'est la commune voisine de Hoff qui obtient l'essentiel des installations. Le pont de chemin de fer sur la Sarre est construit en 1849. La chapelle dite « Ellendekapel », qui se trouvait sur la tracé de la ligne de chemin de fer, fut reconstruite un peu plus loin.

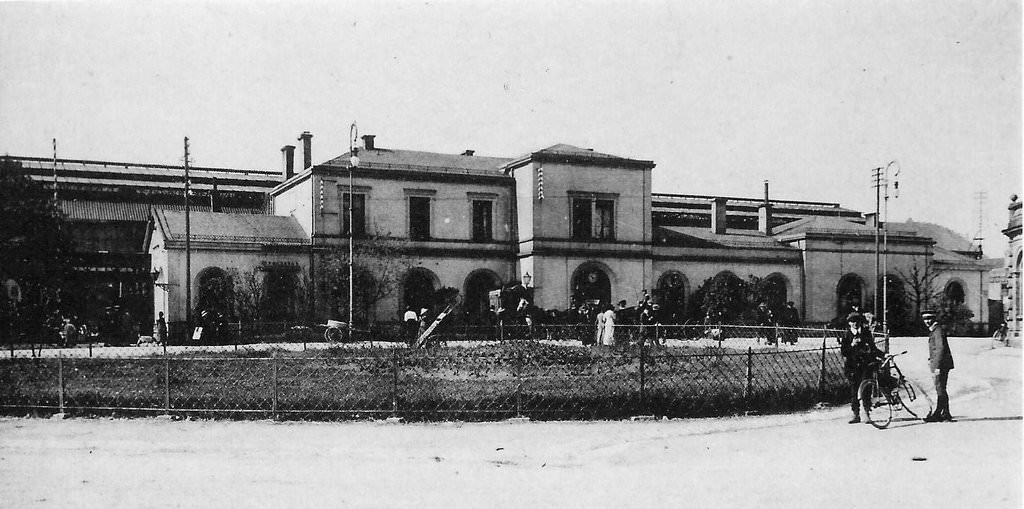
Le bâtiment voyageurs de l'ancienne gare de Sarrebourg.

La « station de Sarrebourg » est mise en service le 29 mai 1851 par la Compagnie du chemin de fer de Paris à Strasbourg, lorsqu'elle ouvre à l'exploitation la section de Sarrebourg à Strasbourg. Néanmoins, ce nouveau tronçon, étant isolé et sans relation avec la partie déjà ouverte de la ligne, voit son exploitation cédée, pour un bail de deux ans, à la Compagnie du chemin de fer de Strasbourg à Bâle. Les travaux du dernier tronçon, de Nancy à Sarrebourg, sont menés rapidement permettant une inauguration le 18 juillet 1852 par Louis-Napoléon Bonaparte. Les installations ne sont pas terminées et l'exploitation ne débute officiellement que le 12 août 1852. Le premier chef de gare de Sarrebourg est Alexandre Gide.

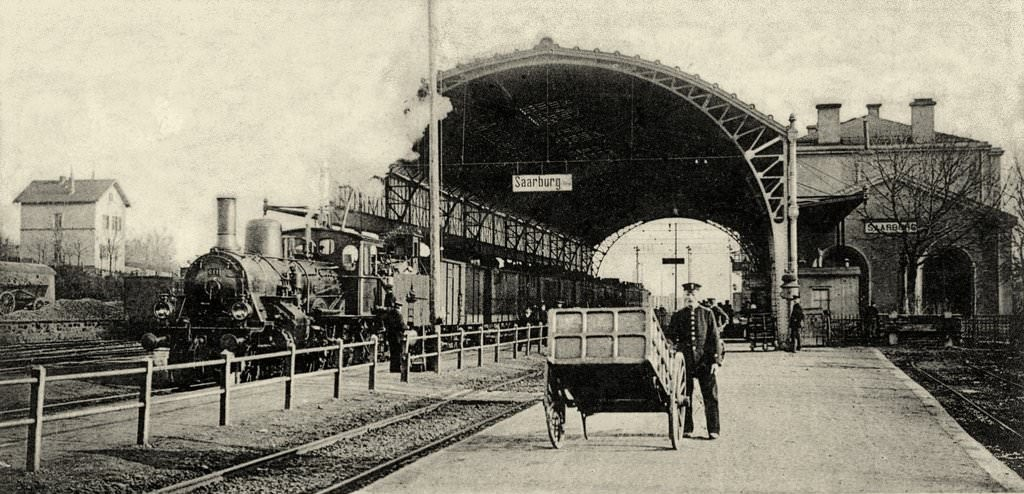
Vue sur les voies et la marquise de l'ancienne gare de Sarrebourg.

L'ancienne gare se situait au bout de l'avenue de France ; elle comprenait une grande marquise qui couvrait les quais et les voies. La majeure partie des infrastructures ferroviaires sont situées sur le territoire de la commune de Hoff. En 1854, la ville de Sarrebourg achète à la commune de Hoff les dix hectares sur lesquels s'étendent les installations de la gare.
Le 21 janvier 1854, la Compagnie des chemins de fer de l'Est succède à la Compagnie du chemin de fer de Paris à Strasbourg.
Entre 1862 et 1863, la gare de Sarrebourg accueille 27 082 voyageurs. Sur la même période, le trafic des marchandises représente 336 119 tonnes pour la grande vitesse et 9 720 510 tonnes pour la petite vitesse.

#### De 1871 à 1909
En 1871, la gare entre dans le réseau de la Direction générale impériale des chemins de fer d'Alsace-Lorraine (EL) à la suite de la défaite française lors de la guerre franco-allemande de 1870 (et le traité de Francfort qui s'ensuivit). Elle est alors renommée « Saarburg ».
En 1875, la construction d'une ligne de chemin de fer reliant Sarrebourg à Vallérysthal via Niderviller est envisagée mais le projet est abandonné en 1880.
La gare de triage de Réding, qui devait en fait s'établir à Sarrebourg, est construite en 1876.
La ligne Sarrebourg - Sarreguemines (via Berthelming et Sarre-Union) est mise en service en 1872. La section Berthelming - Rémilly de la ligne (Sarrebourg) Réding - Metz est ouverte en 1877.
En 1881, le bâtiment de la poste impériale (« Kaiserlische Postamt ») est érigé en face de la gare.
Les lignes de Sarrebourg à Abreschviller et de La Forge à Vallérysthal-Troisfontaines sont ouvertes en 1892.
La gare de Sarrebourg bénéficie de l'éclairage électrique à partir de 1896.
En 1902, un nouveau projet de ligne entre Sarrebourg et Niderviller avec prolongement jusqu'à Walscheid est envisagé sans que cela ne se concrétise.
En 1903, la place de la gare est réaménagée. On parle déjà de la construction d'une nouvelle gare qui devrait être réalisée en même temps que la ligne Sarrebourg (Réding) - Drulingen.
Le bâtiment d'origine a fait l'objet de plusieurs agrandissements. En 1906, on prévoit de construire un local pour les bagages sur la droite du bâtiment voyageurs. Les habitants se demandent quel est l’intérêt de cette extension puisqu'une nouvelle gare est déjà en projet.

### Nouvelle gare

#### De 1910 à 1937

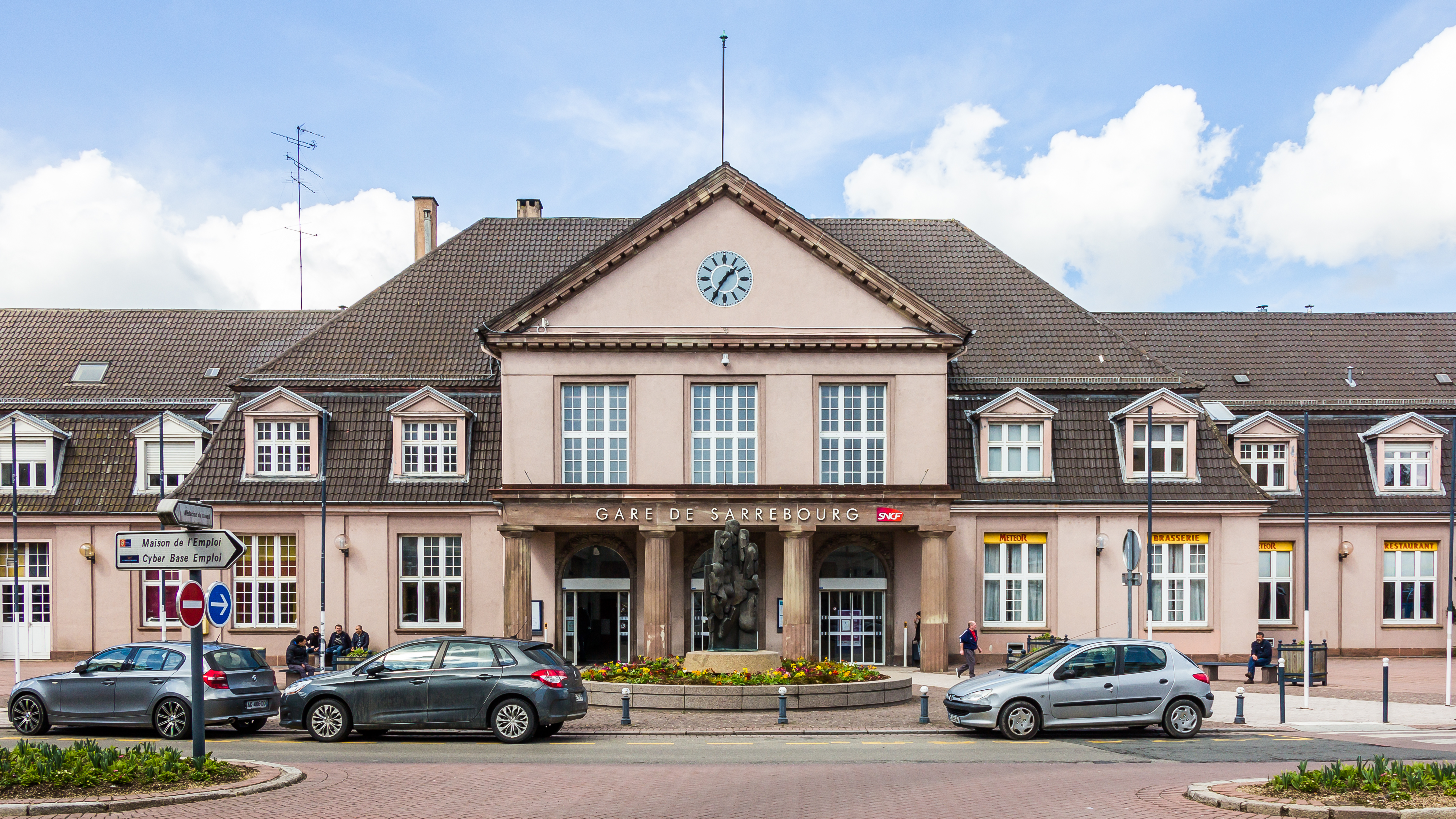
Entrée de la gare et fontaine de Jean Cardot.

Les travaux de construction de la nouvelle gare débutent en 1911 et nécessitent de dévier le lit de la rivière Sarre. Il est prévu que la nouvelle gare soit achevée en 1915, en même temps que la ligne de Drulingen.
Le pont ferroviaire sur la Sarre, érigé entre 1848 et 1849, est élargi en 1914 passant de deux à douze voies.
Lorsque débute la Première Guerre mondiale, les œuvres brutes de la nouvelle gare sont achevées mais ne peuvent pas encore servir. Les travaux sont arrêtés et ne reprennent qu'en 1916.
Le 17 décembre 1914, le dirigeable « Le Conté » largue 15 obus sur la gare.
En 1917, la nouvelle gare, qui n'est pas encore terminée, devient un camp de prisonniers russes et roumains. En février 1918, un train de munitions stationné à Sarrebourg est bombardé par l'aviation française.
La nouvelle gare, avec son bâtiment voyageurs de style néo-classique, est achevée dès la fin de la guerre en 1918. Elle se situe à environ 500 mètres de l'ancienne gare, en direction de Strasbourg. L'ancienne gare se trouvait au PK 431,345 de la ligne de Paris à Strasbourg alors que la nouvelle gare est au PK 431,825.
L'Alsace-Lorraine redevient française et à partir de 1919, la gare est exploitée par l'Administration des chemins de fer d'Alsace et de Lorraine (AL). Un saut-de-mouton est construit entre Sarrebourg et Héming.
La nouvelle gare, plus proche du centre-ville, constitue le centre d'un nouveau quartier dont l’aménagement démarre au début des années 1920. La place de la Gare a la forme d'un demi-cercle ; elle est desservie par cinq rues selon un plan symétrique. Une nouvelle poste est construite en face de la gare.
En 1922, un pont métallique de conception Eiffel est érigé au-dessus des voies ferrées afin de supprimer un passage à niveau à proximité de l'ancienne gare. Un nouveau quai de chargement et un quai militaire sont aménagés tandis que le nombre de voies passe de 6 à 24. Le 3 juillet de la même année à 23 h, le train de nuit reliant Strasbourg à Paris déraille en face de la halle à marchandises. L'accident, causé par une vitesse excessive au passage d'un aiguillage, fait quatre morts et trente-sept blessés.
La nouvelle gare est inaugurée le 1er juin 1923 en présence du président de la République Alexandre Millerand, du président du Conseil des ministres Raymond Poincaré et des ministres Maurice Colrat et Paul Strauss. À cette occasion, la ville de Sarrebourg reçoit la croix de guerre avec citation à l'ordre de l'Armée.

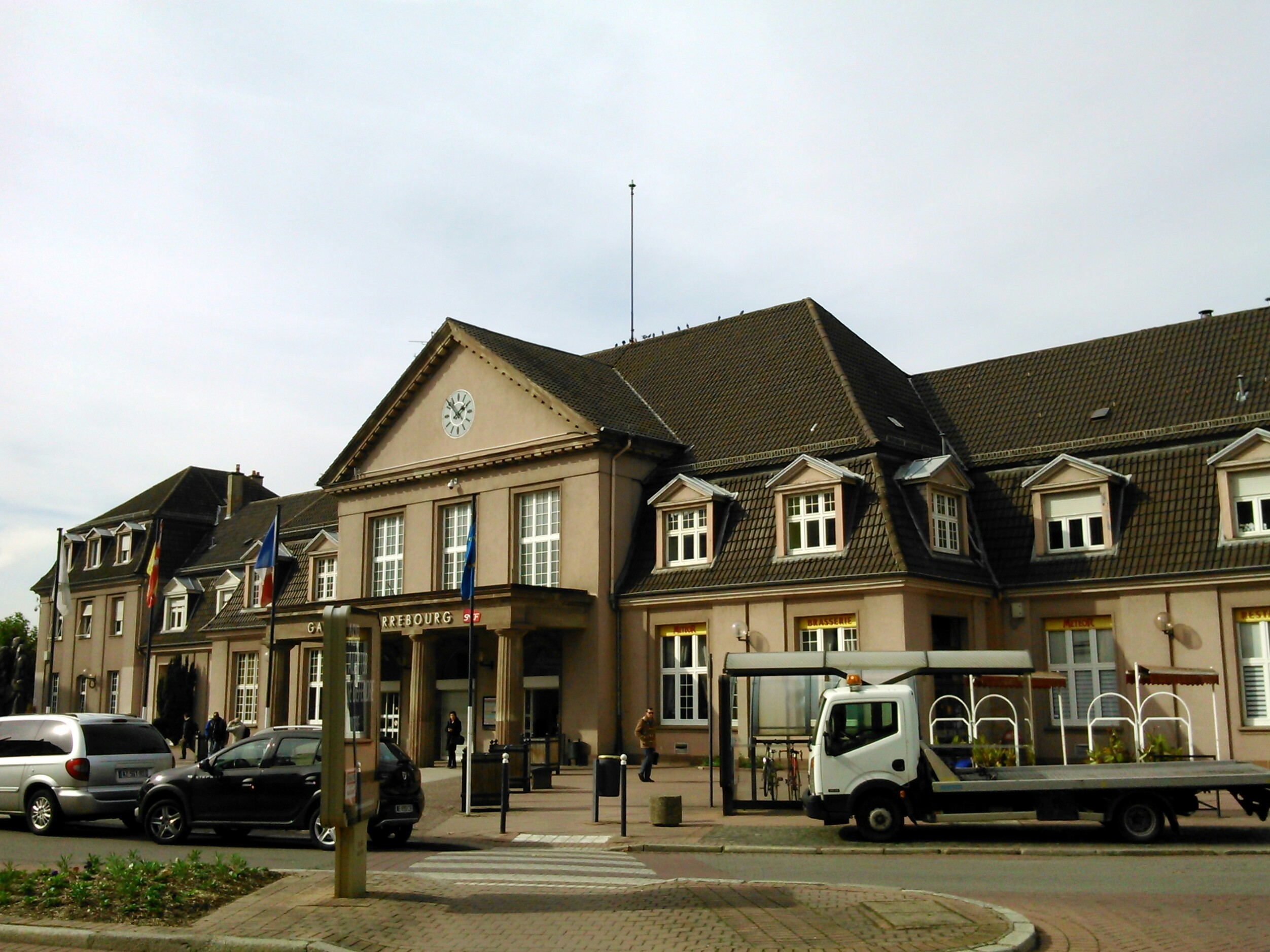
Le bâtiment voyageurs et la place de la Gare.

Les fondations de la gare se trouvant sur l'ancien lit de la Sarre, deux pompes à eau (fonctionnant grâce à la vapeur) aspirent l'eau qui ruisselle continuellement au sous-sol. Le système perdure encore au XXIe siècle avec des pompes électriques.
Le 21 mai 1932, un déraillement entre le quai no 3 et le quai no 4 provoque la mort d'un mécanicien. Comme en 1922, l'accident résulte d'une vitesse excessive (70 km/h au lieu de 40) lors du franchissement d'un aiguillage.
La section de Blainville - Damelevières à Sarrebourg de la ligne Paris - Strasbourg est mise à 4 voies le 15 mai 1933. Cette section sera remise à double voie entre 1942 et 1943.
La ligne Sarrebourg (Réding) - Drulingen - Diemeringen est achevée en décembre 1936, après de nombreux retards.

#### De 1938 à 1999
Le 1er janvier 1938, la SNCF devient concessionnaire des installations ferroviaires sarrebourgeoises. La même année, le bâtiment voyageurs de l'ancienne gare, qui servait encore de gare aux marchandises, est démoli et la SNCF rachète l'ancienne poste impériale pour en faire des logements de fonction.

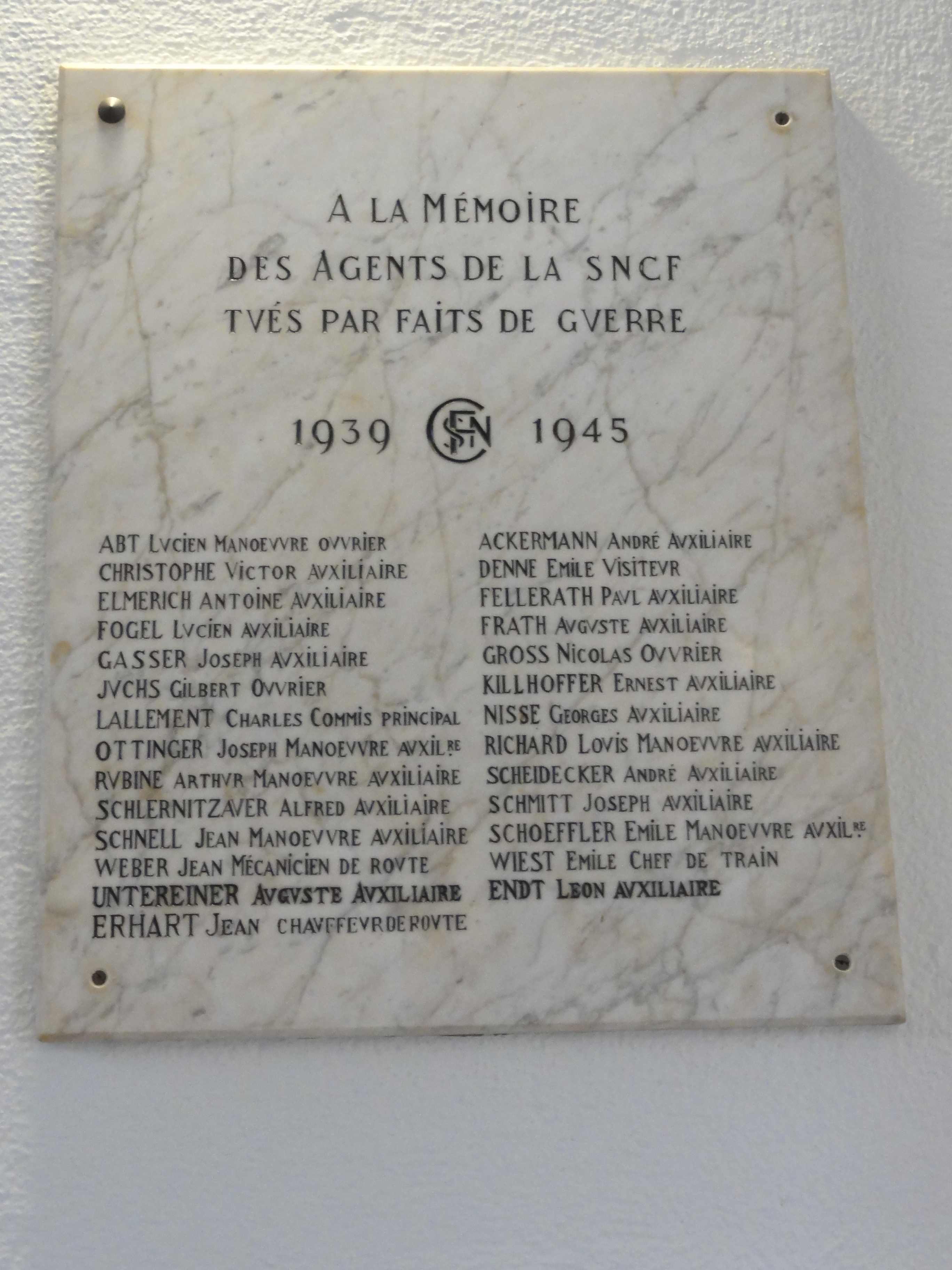
Hall de la gare, plaque commémorative à la mémoire des agents de la SNCF 1939-1945.

Après l'annexion allemande de l'Alsace-Lorraine, c'est la Deutsche Reichsbahn qui gère la gare pendant la Seconde Guerre mondiale, du 1er juillet 1940 jusqu'à la Libération (en 1944 – 1945).
Le 26 décembre 1940, la gare est témoin du passage d'Adolf Hitler rendant visite au 125e régiment d'infanterie. Au cours de l'hiver 1940, une collision entre un train arrêté à quai et un train démuni de freins cause la mort de plusieurs voyageurs.

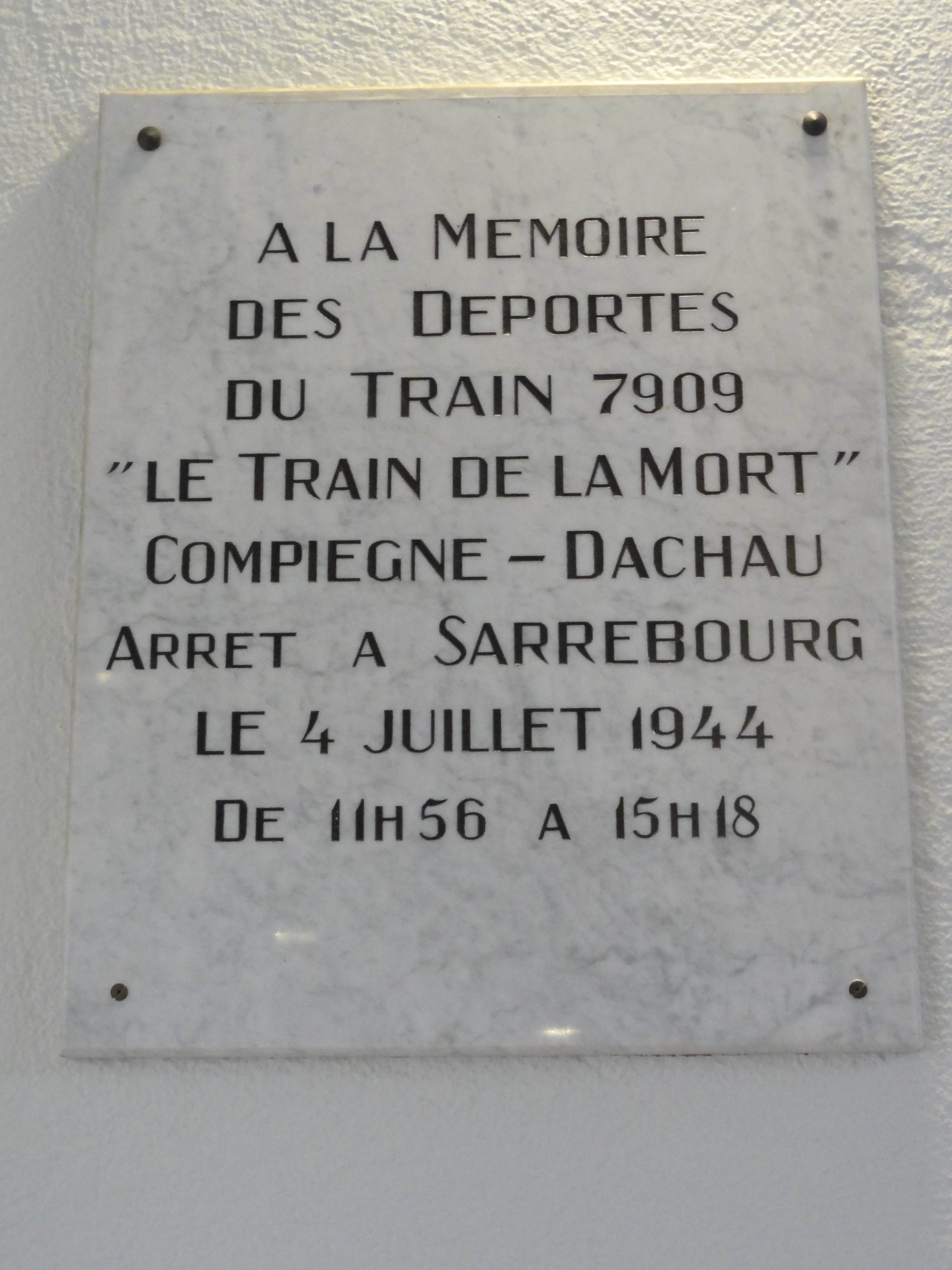
Hall de la gare, plaque commémorative du « train de la mort ».

Le 4 juillet 1944, le train de déportés no 7909 reliant Compiègne à Dachau (« train de la mort ») marque un arrêt à Sarrebourg.
Pour célébrer le centenaire de la ligne Paris - Strasbourg, une exposition de matériel ferroviaire est organisée dans la cour marchandises en 1952.
Les voies de la gare sont électrifiées en 1956.
Dans les années 1960, deux grandes enseignes Bière de Sarrebourg étaient disposées sur le toit du bâtiment voyageurs, côté place de la gare. Elles sont remplacées par des enseignes Ancre dans les années 1970. À cette époque, le bâtiment voyageurs était de couleur blanche. C'est également durant cette période qu'un embranchement est construit pour desservir la nouvelle zone industrielle de Sarrebourg.
En mai 1970, le service voyageurs est fermé sur les lignes Sarrebourg – Abreschviller et La Forge – Vallérysthal-Troisfontaines.
Le 14 avril 1972, la gare accueille Georges Pompidou et son train présidentiel.
Le 28 mars 1973, deux trains de marchandises entrent en collision en gare de Sarrebourg à la suite d'une erreur d'aiguillage. L'accident fait deux blessés légers.
En 1974, alors que la signalisation lumineuse est mise en place sur la ligne Paris - Strasbourg, la façade du bâtiment voyageurs est rénovée.
En 1976, le trafic quotidien des gares de Sarrebourg et de Réding est de 43 trains de voyageurs et 110 trains de marchandises. Les deux gares délivrent plus de 600 billets tous les jours et emploient 120 agents.
Pour célébrer les 150 ans du chemin de fer français, Sarrebourg accueille, en 1982, le train du souvenir tracté par la locomotive 150 P 13.
Le 23 juin 1985, à l'occasion du centenaire du chemin de fer d'Abreschviller, le trafic voyageurs entre Sarrebourg et Abreschviller est exceptionnellement rouvert le temps d'une journée.
En 1986, la quai no 1 est concédé à la ville de Sarrebourg qui entreprend sa transformation en gare routière après la dépose des voies 5 et 7. Auparavant, la gare routière se trouvait à droite du bâtiment voyageurs, au début de la rue Albert-Schweitzer. La nouvelle gare routière est inaugurée le 4 juin 1987 par le député-maire Pierre Messmer et le ministre des Transports Jacques Douffiagues.
La place de la Gare est réaménagée en 1989. Au centre de celle-ci, est installée une fontaine, « La Main », œuvre de Jean Cardot.
Le hall de la gare, le souterrain et les quais sont rénovés en 1990 pour un montant de 10 millions de francs. Quatre fresques réalisées par des artistes de la région — Pierre Lauer, Yves Blin, Clément Stricher et Claude Morin — sont installées dans le hall. L'inauguration se déroule le 24 novembre 1990.
Les derniers embranchements particuliers de la zone industrielle de Sarrebourg sont fermés en 1991.
Une plaque en marbre commémorant le passage du « train de la mort », en 1944, est dévoilée en juillet 1994.

#### Depuis les années 2000
Le trafic voyageurs entre Sarrebourg et Sarre-Union — via Berthelming — est abandonné le 1er mars 2000, et remplacé par une desserte routière.
Des travaux de modernisation (nouvel espace de vente, salle d'attente, écrans, mobilier, accès handicapés...) sont réalisés au début des années 2000.
Le 28 août 2006, les premiers TGV desservent la gare (circulations alors réalisées uniquement sur la ligne classique Paris – Strasbourg), puis définitivement dès la mise en service de la première phase de la LGV Est le 10 juin 2007, entrainant la suppression des trains Corail circulant sur la ligne classique. Le temps de parcours vers Paris est réduit à 2 h 15 min. La desserte en TGV est alors assurée par un seul aller-retour quotidien ; en dehors de cette liaison, il est nécessaire d'emprunter un train express régional du réseau TER Lorraine (TER Grand Est depuis 2016) jusqu'à Metz ou Nancy, afin de pouvoir y prendre un TGV.
Les 9 et 10 novembre 2013, les deux postes d'aiguillage mécaniques de Sarrebourg, datant des années 1930, sont remplacés par le poste d'aiguillage informatisé de Réding. L'opération a nécessité la suspension de toutes les circulations du secteur de Sarrebourg - Réding durant 24 heures. À cette occasion, le plan de voies de la gare est modifié ; la voie 3 ainsi que des voies de service sont déposées.
En mai 2014, le poste 2, alors désaffecté, est victime d'un incendie. Il est ensuite détruit. Le hall de gare est rénové fin 2014 (peintures, luminaires, mobilier, signalétique).
Le buffet de la gare ferme en octobre 2015.
Les TER 200 reliant Nancy à Bâle sont supprimés au nouveau service horaire du 3 avril 2016.
À partir du 3 juillet 2016, l'Intercités 100 % Éco reliant Paris-Est à Strasbourg via la ligne classique dessert également Sarrebourg. Ce train est néanmoins supprimé en mai 2019 (dernier jour de circulation le 19).
En 2016, 46 TER et 2 TGV s'arrêtent chaque jour de semaine en gare. Le bâtiment voyageurs comporte une bibliothèque du comité d'établissement de la SNCF et un appartement loué à un ancien cheminot.
Depuis le 9 décembre 2018, deux allers-retours TER quotidiens vers Paris sont créés en semaine. Ces trains express régionaux sont assurés par du matériel Corail et empruntent la ligne classique.

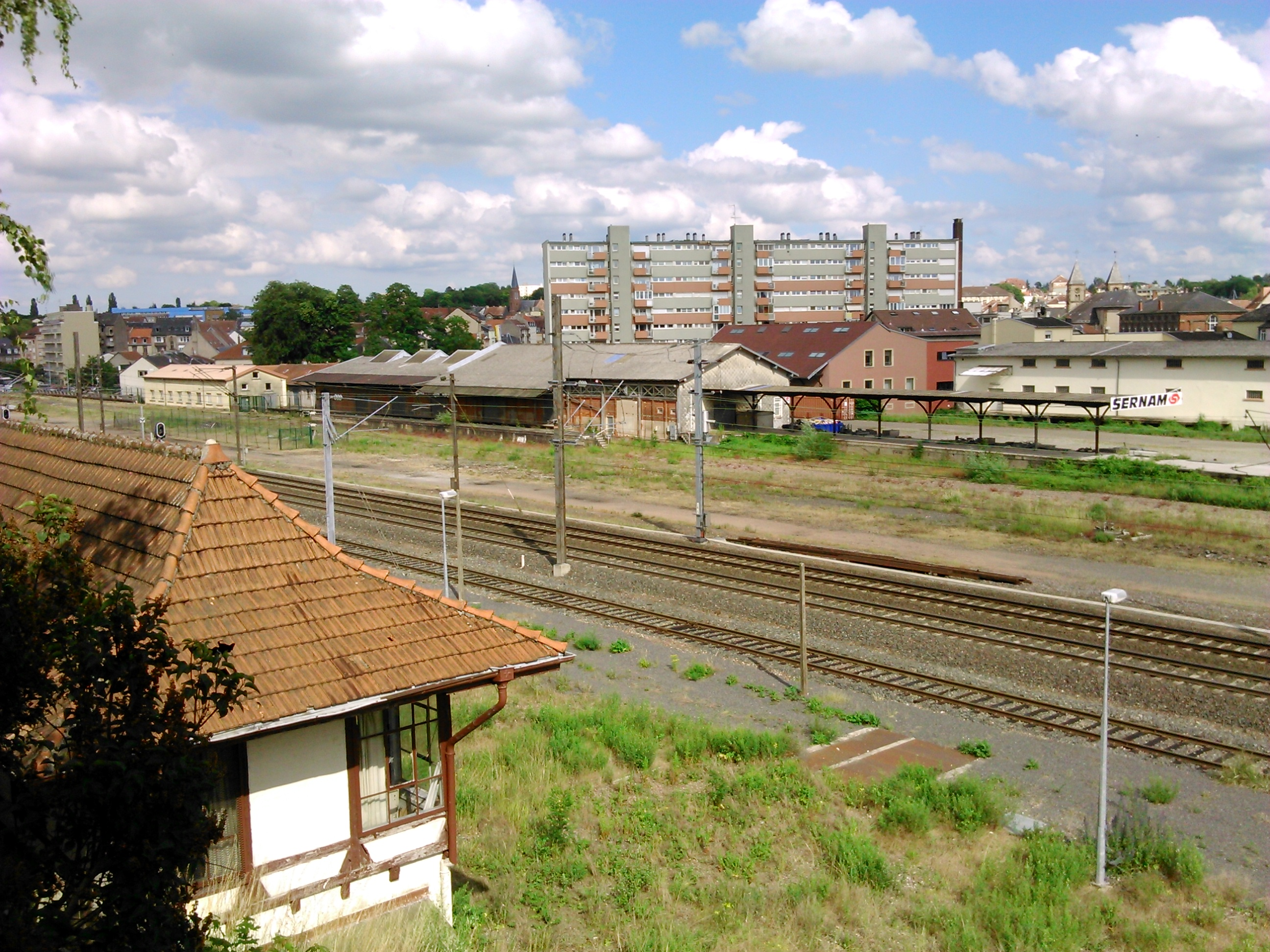
La gare aux marchandises de Sarrebourg et l'ancien poste d'aiguillage no 1, le 13 juin 2015.

Un nouveau pôle multimodal, comportant un arrêt du réseau iSibus, 52 emplacements sécurisés pour les vélos (dont 10 équipés de prises électriques) et un ascenseur permettant l'accès à la gare routière, est inauguré le 5 juin 2019.
La gare aux marchandises — désaffectée dans les années 2000 — se trouvait avenue de France, à l'emplacement de l'ancienne gare. D'une superficie de 16 000 m2, elle comportait notamment une halle à marchandises, une cour de débord avec plusieurs quais de chargement et une grue de transbordement. Une agence du Sernam était présente sur le site. Les bâtiments ainsi que l'ancien poste d'aiguillage no 1 sont démolis au printemps 2019, pour permettre la réalisation d'un parking en surface de 345 places. Le nouveau parking est inauguré le 19 décembre 2019 ; l'ancienne grue de transbordement est conservée afin de rappeler le passé du site.
Des travaux de mise en accessibilité des quais sont réalisés début 2021. D'un coût de 3,2 millions d'euros, ils comprennent notamment l'installation de trois ascenseurs ainsi que la réfection du quai desservant les voies 6 et 8. La gare routière sera également réaménagée courant 2023. Une voie de bus ainsi qu’un cheminement piétons et vélos, empruntant le pont ferroviaire sur la Sarre, seront réalisés entre la gare routière et le parking faubourg de France (ancienne gare aux marchandises).
Les nouveaux aménagements du parvis de la gare et le parking silo de 204 places sont inaugurés le 7 octobre 2022.
Le pont métallique au-dessus des voies, datant de 1922, sera démoli et remplacé par un nouveau pont en 2023 en raison de son état de délabrement avancé.

##### Fréquentation
De 2015 à 2024, selon les estimations de la SNCF, la fréquentation annuelle de la gare s'élève aux nombres indiqués dans le tableau ci-dessous.
| Année                      | 2015    | 2016    | 2017    | 2018    | 2019    | 2020    | 2021    | 2022    | 2023      | 2024      |
| -------------------------- | ------- | ------- | ------- | ------- | ------- | ------- | ------- | ------- | --------- | --------- |
| Voyageurs                  | 721 389 | 716 037 | 728 487 | 687 339 | 715 228 | 495 281 | 620 016 | 744 777 | 850 055   | 847 952   |
| Voyageurs et non voyageurs | 901 736 | 895 047 | 910 609 | 859 174 | 894 035 | 619 102 | 775 020 | 930 972 | 1 062 569 | 1 059 940 |

### Dépôt de Sarrebourg
Le premier dépôt est construit entre 1851 et 1852 à côté de l'ancienne gare. Il s'agissait d'une simple remise pour locomotives.
Un nouveau dépôt est érigé vers 1871. Composé d'une rotonde et d'une plaque tournante, il comportait dix voies dont six étaient couvertes. Deux châteaux d'eau en grès des Vosges étaient directement alimentés par la Sarre.
La construction d'un troisième dépôt démarre en 1914, parallèlement au chantier de la nouvelle gare. Les travaux sont rapidement arrêtés par la Première Guerre mondiale et reprennent en 1916 pour s'achever en 1923. L'ancien dépôt est détruit dès 1920. Le nouveau dépôt se trouve route de Sarreguemines, à la bifurcation des lignes vers Strasbourg et Metz. Il comporte une plaque tournante desservant 21 voies dont neuf couvertes.
En 1926, un dépôt annexe est construit à la gare de Réding.
Dans les années 1950, le dépôt comptait 50 machines dont des 230 B, des 040 C, des 050 B, des 150 Y et des 130 C. En 1964, à la suite du déclin de la traction à vapeur, plus aucune locomotive ne fait partie du dépôt de Sarrebourg. Les machines restantes deviennent titulaires des dépôts de Hausbergen et de Sarreguemines.
La cheminée de la rotonde, haute de 40 mètres, est démolie en 1970. Les réservoirs sont démontés en 1975 et le dépôt est définitivement fermé le 31 mai 1976. La plaque tournante est démontée en 1978. En ruines, la rotonde est finalement démolie en janvier 1996.
Le dernier vestige du dépôt est l'ancien foyer des agents de conduite, désormais désaffecté.
Les locomotives 030 TB 130 et 134 (ex-T3 6130 et 6134), seules machines préservées en état de marche de la Direction générale impériale des chemins de fer d'Alsace-Lorraine (EL), ont été affectées au dépôt de Sarrebourg dans les années 1950. Elles se trouvent désormais au Chemin de fer touristique du Rhin (CFTR) à Volgelsheim.

## Service des voyageurs

### Accueil

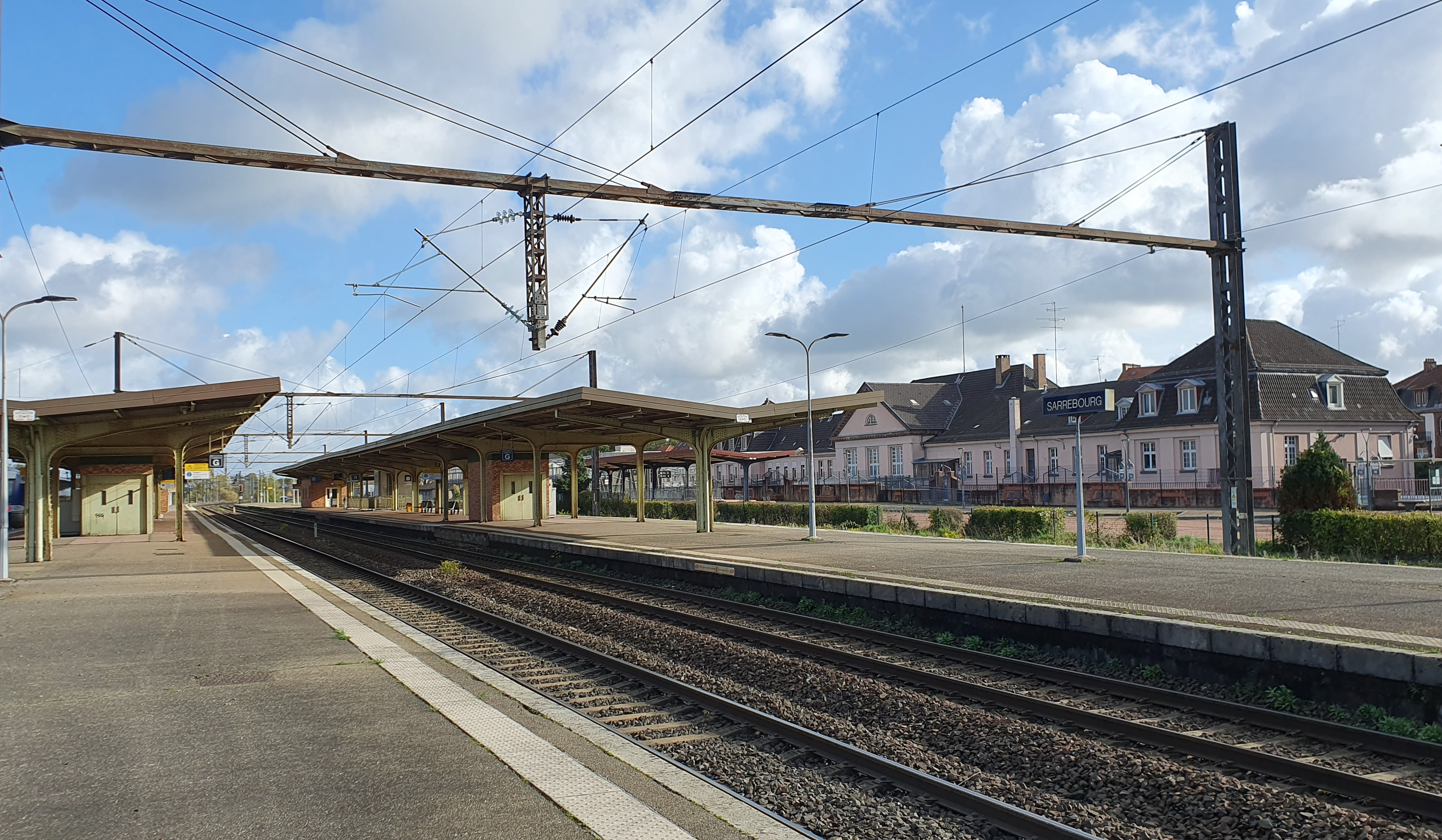
Quais, voies et bâtiment voyageurs.

Gare SNCF, elle dispose d'un bâtiment voyageurs, avec guichets, ouvert tous les jours. Elle est équipée d'automates pour l'achat de titres de transport. Des aménagements, équipements et services sont à la disposition des personnes à la mobilité réduite. Un magasin Relay est présent en gare. La gare comprend également des salles d'attente sur les quais. Un passage souterrain permet la traversée des voies et l'accès au hall ainsi qu'à la gare routière.
L'ancien quai no 1 a été transformé en gare routière. L'actuel quai no 1, long de 462 mètres, dessert la voie 1 et anciennement la voie 3, le quai no 2 dessert la voie 2 sur 465 mètres et la voie 4 sur 255 mètres (le bureau du chef de service se trouve sur ce quai) et le quai no 3, long de 263 mètres, les voies 6 et 8.

### Desserte

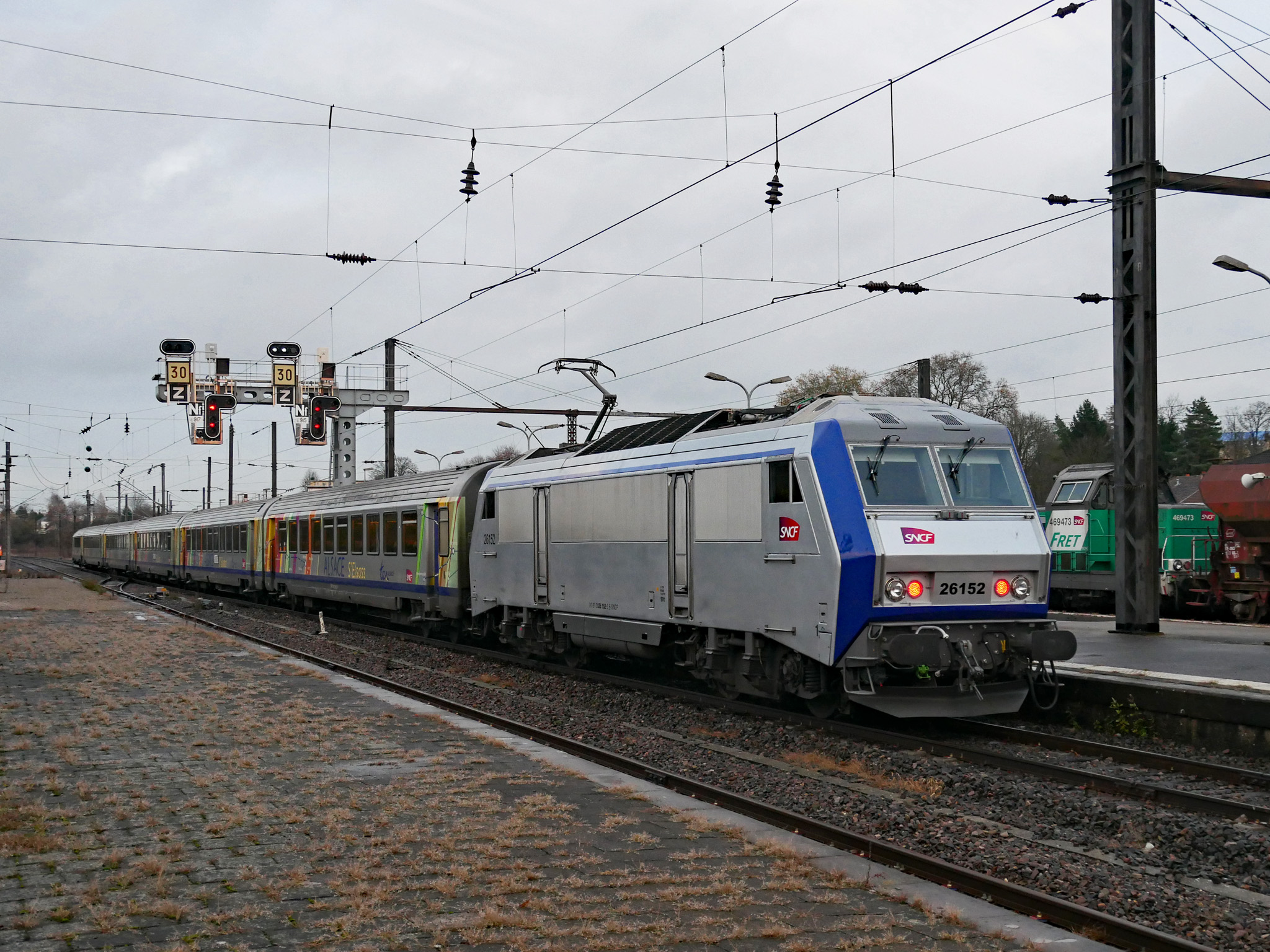
Rame TER en gare.

- TGV inOui :
  - Paris – Nancy – Lunéville – Sarrebourg – Saverne – Strasbourg,
  - Paris – Metz – Sarrebourg – Saverne – Strasbourg ;
- TER Grand Est :
  - Paris – Bar-le-Duc – Nancy – Lunéville – Sarrebourg – Saverne – Strasbourg,
  - Nancy – Lunéville – Sarrebourg – Saverne – Strasbourg,
  - Metz – Morhange – Sarrebourg / Strasbourg,
  - Sarrebourg – Saverne – Strasbourg / Sélestat.

### Intermodalité
La gare routière, à l'emplacement de l'ancien quai no 1, est desservie par des autocars TER, des autocars du réseau Fluo Grand Est et des lignes scolaires.
L'arrêt Sarrebourg Gare, situé rue de l'Europe, est desservi par les lignes 1 (Terrasses de la Sarre - Réding) et 2 (ligne circulaire) du service iSibus (réseau de transports en commun de l'agglomération sarrebourgeoise).
Des navettes à destination du Center Parc domaine des Trois Forêts sont proposées au départ de la gare les lundis et vendredis.
Des parkings et une station de taxis sont aménagés aux abords de la gare.

## Service du fret
La gare de Sarrebourg est ouverte au service du fret pour les trains entiers.